# Petriș
Petriș is een Roemeense gemeente in het district Arad.

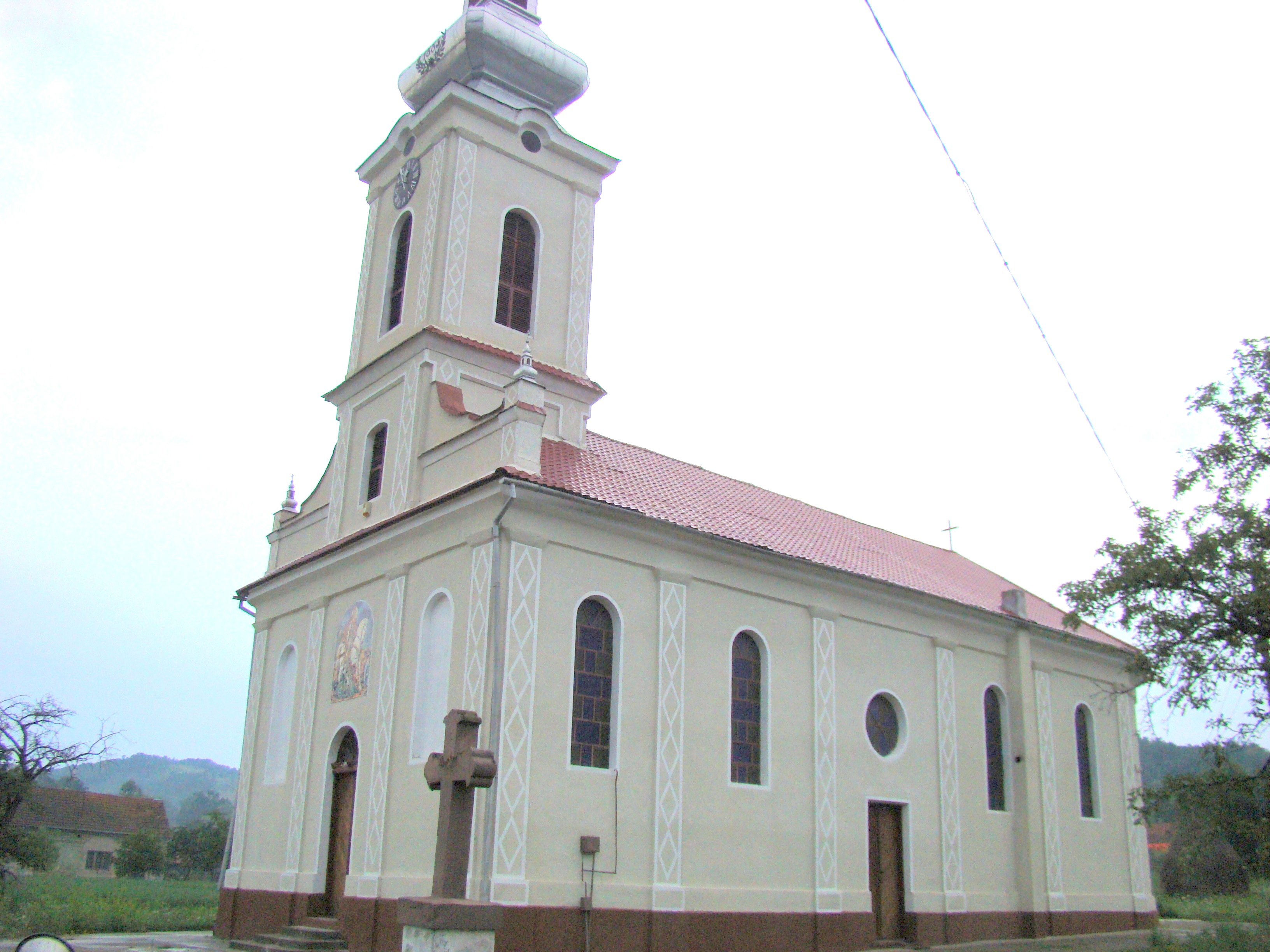
Peregu Mare

Petriș telt 1602 inwoners.